# Mata Verde
Mata Verde là một đô thị thuộc bang Minas Gerais, Brasil. Đô thị này có diện tích 230,241 km², dân số năm 2007 là 7458 người, mật độ 34,7 người/km².